# José Manuel Félix Magdalena

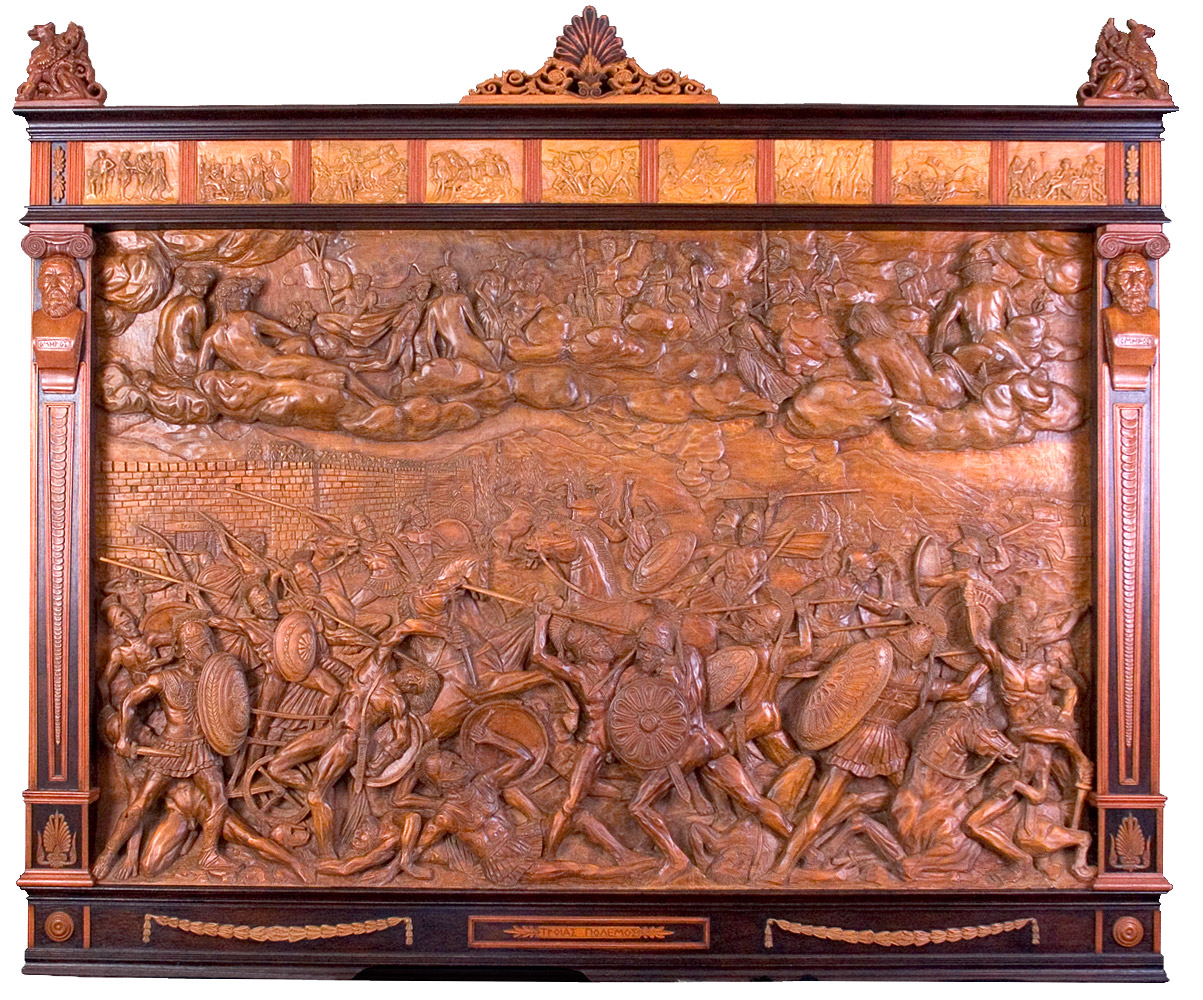
Troyas Polemos

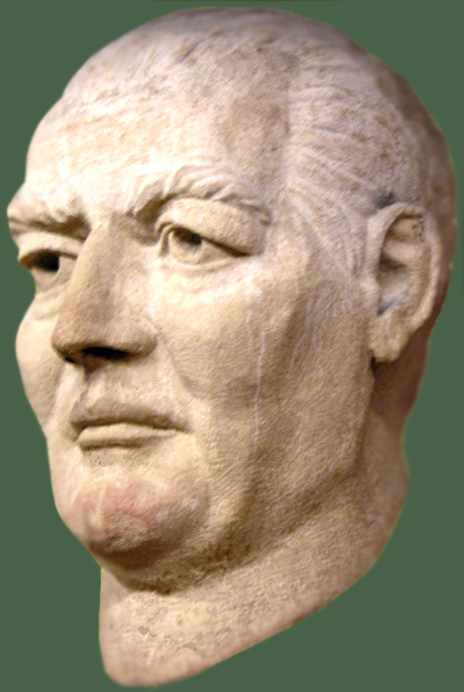
Ritratto di M. Llaneza

José Manuel Félix Magdalena (Mieres, 14 ottobre 1941) è un pittore e scultore spagnolo.

## Biografia
Nacque e crebbe nelle Asturie, in un centro minerario per l'estrazione del carbone. Si interessò all'arte attraverso l'osservazione delle stampe per l'editoria, e studiò autodidatticamente pittura e scultura.
Versato per il disegno incontrò difficoltà iniziali a causa delle diffidenze dei genitori che volevano prepararlo ad una professione specializzante per l'industria locale. Studiò quindi presso l'Escuela de Aprendices de la Fábrica de Mieres ("scuola di apprendistato alla fabbrica"). Conseguì il titolo di tecnico alla Scuola delle Miniere della città natale e poi si laureò in Storia dell'Arte all'Università di Oviedo.